# Java User Group
Java User Group (JUG) — сообщество пользователей языка программирования Java, а также, в некоторых случаях, и других языков для JVM. Большинство JUG-ов привязаны к определенной локации, чаще всего — к стране или городу: SouJava (Бразилия) LJC (Лондон, Великобритания), PhillyJUG (Филадельфия, США), Morocco JUG (Марокко), JUG.ru (Санкт-Петербург, Россия). Кроме того, существуют вариации JUG, не привязанные к конкретной локации, а проводимые онлайн: Virtual JUG. Люди, которые возглавляют JUG-и, называются JUG-лидерами.

## Устройство

### Начало двухтысячных
В первые годы существования технологии Java члены локальных JUG занимались, в основном, тем, что помогали друг другу в освоении языка Java и связанных с ним технологий: виртуальной машины Java, фреймворков и библиотек, подходов к написанию приложений на Java и т. п. Информации о Java было довольно мало, поэтому поддержка программистами друг друга и желание делиться знаниями было основной движущей силой Java User Group по всему миру.
Типичный JUG двухтысячных (2000—2010) годов представлял из себя:
- регулярные встречи (обычно — ежемесячные)
  - Встречи проходят или по вечерам по будням или днем по выходным, поскольку большинство участников — работающие люди;
  - обычно, встречи включают 2-3 доклада по 40-60 минут, включают в себя перерывы. Типичная продолжительность одной встречи — 2-3 часа;
- почтовая рассылка;
- совместная вики[4];
- группы подготовки к сертификационным экзаменам по Java.

### Наши дни
В последние годы необходимость в образовательных аспектах JUG падает, поскольку появилось огромное количество профессиональной литературы по Java, обучающих тренингов и видеокурсов. Кроме того, во многих ВУЗах Java, наряду с такими языками как C++ и Python, включена в список основных изучаемых языков. В связи с этим, современные JUG включают следующие аспекты:
- регулярные встречи (обычно — ежемесячные). Как правило, в качестве докладчиков приглашаются:
  - эксперты, рассказывающие о какой-то определенной узкой проблеме, мало освещенной в литературе и в интернете;
  - авторы фреймворков и библиотек;
  - сотрудники компании-организатора или компаний-спонсоров[5][6].
- совместная разработка фреймворков и библиотек. Как правило — бесплатных и с открытым исходным кодом[7][8];
- регулярные Java-конференции (обычно — ежегодные).

## Роль в экосистеме Java
Сегодня JUG играют большую роль в развитии Java-мира. Основные направления:
- Участие в разработке платформы Java, например, через программу Adopt a JSR[10]
  - JSR 308 (Type Annotations, вошел в Java SE 8) — LCJ (Лондон)[11];
  - JSR 310 (Date and Time API, вошел в Java SE 8) — LCJ (Лондон)[12][13];
  - JSR 339 (JAX-RS 2.0) — LCJ (Лондон), SouJava (Бразилия), MoroccoJUG (Марокко);
  - JSR 367 (JSON-B) — JUG UA (Киев, Украина)[14].
- Организация профессиональных Java-конференций
- Написание книг
  - The Well-Grounded Java Developer
- Членство в JCP

## Конференции по Java-технологиям
В России и СНГ проходит несколько международных Java-конференций, организуемых JUG-лидерами или поддерживаемых сообществами, основной особенностью которых является независимость и техническая глубина: темы низкоуровневых оптимизаций производительности, профилирования, работы JVM и фреймворков «изнутри», – на западных конференциях этим темам уделяется значительно меньше внимания.
Известные Java-конференции, проводимые преимущественно различными JUG:
- В России:
  - Joker – Java-конференция, проводимая каждую осень в Санкт-Петербурге, рассчитанная на опытных разработчиков. Проводится с 2013 года и собирает более 1000 участников. Организатор – JUG.ru
  - JPoint – ежегодная Java-конференция, проводимая весной в Москве, рассчитанная на опытных разработчиков. Проводится с 2013 года и собирает более 1000 участников. Организатор – JUG.ru;
  - SnowOne – ежегодная Java-конференция проходящая в конце февраля в Новосибирске. Единственная в Сибири техническая Java-конференция.
- В СНГ:
  - Java Day Kiyv – Java-конференция, основанная в 2011 году украинской Java User Group (JUG UA, ранее — JUG KPI);
- В Европе:
  - Devoxx (ранее — JavaPolis) — Java-конференция, основанная в 2001 году бельгийской Java User Group (BeJUG);
  - GeeCON — Java-конференция, основанная в 2009 году польской Java User Group (Polish JUG);
  - JavaZone, организатор – javaBin, одно из крупнейших Java-сообществ Норвегии;
  - JavaLand, организатор – iJUG;
  - JPrime, организатор – Bulgarian JUG.
- В США:
  - Devnexus, организатор – Atlanta JUG;